# 雷维利亚瓦列赫拉
雷维利亚瓦列赫拉，是西班牙卡斯蒂利亚-莱昂布尔戈斯省的一个市镇。总面积28平方公里，总人口128人（2001年），人口密度5人/平方公里。